# Скульптура Летнего сада

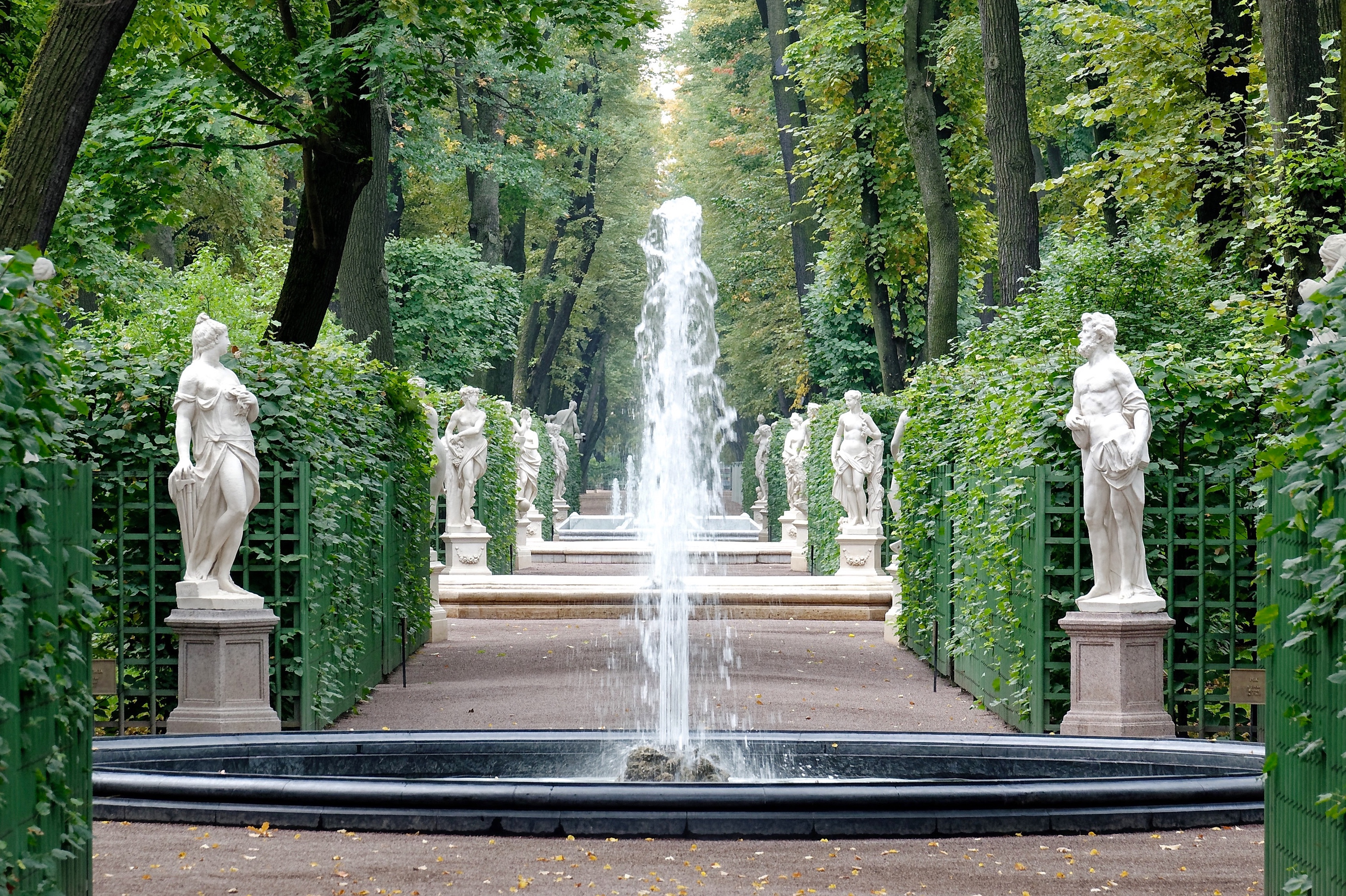
Скульптура Летнего сада. Фото 2021 года.

Скульптурное оформление Летнего сада насчитывает 92 мраморные скульптуры (5 скульптурных групп, 38 статуй, 48 бюстов и 1 герму). Большая часть была выполнена итальянскими мастерами конца XVII — начала XVIII веков. В число скульптурных произведений Летнего сада включаются также 29 терракотовых рельефов, украшающих фасад Летнего дворца Петра I.
Коллекция была создана по инициативе Петра I, который не только интересовался изобразительными искусствами, но и стремился к тому, чтобы превзойти Версальское собрание скульптуры короля Франции. Произведения изящных искусств Пётр рассматривал также как средство образования своих подданных, как средство продвижения новых идей и нового европейского образа жизни. Возможно, что и понятие относительно воздействия скульптурных произведений, доступных широкой публике, он сформировал, познакомившись именно с версальским собранием. Составление коллекции Летнего сада велось не хаотическим образом: Пётр поручил купцу и дипломату, представлявшему его в Риме и Венеции, Савве Рагузинскому, составить программу украшения парков. Впоследствии именно по ней приобретались и размещались скульптуры Летнего сада. Рагузинский разделил все произведения на четыре группы: парная скульптура, главным образом, на темы «Метаморфоз» Овидия; аллегорические фигуры; боги античности; короли и римские императоры с супругами. В полном соответствии с этой программой, собрание скульптуры Летнего сада формировалось прежде всего как имеющая назидательное и образовательное значение, а сами изваяния размещались тематическими группами.
Уже в 1710 году в саду насчитывалось около тридцати статуй и бюстов. В последующие годы количество их увеличивалось и к 1728 году достигло уже более ста, основная часть была приобретена к 1721 году. В 1732 году собрание Летнего сада пополнилось статуями из сада при дворце А. Д. Меншикова на Васильевском острове — Меншиков, как и Ф. М. Апраксин увлекся садовой скульптурой по примеру Петра. Со смертью Петра интерес к садовой скульптуре в России угас и возродился только с воцарением его дочери, Елизаветы Петровны.

## История

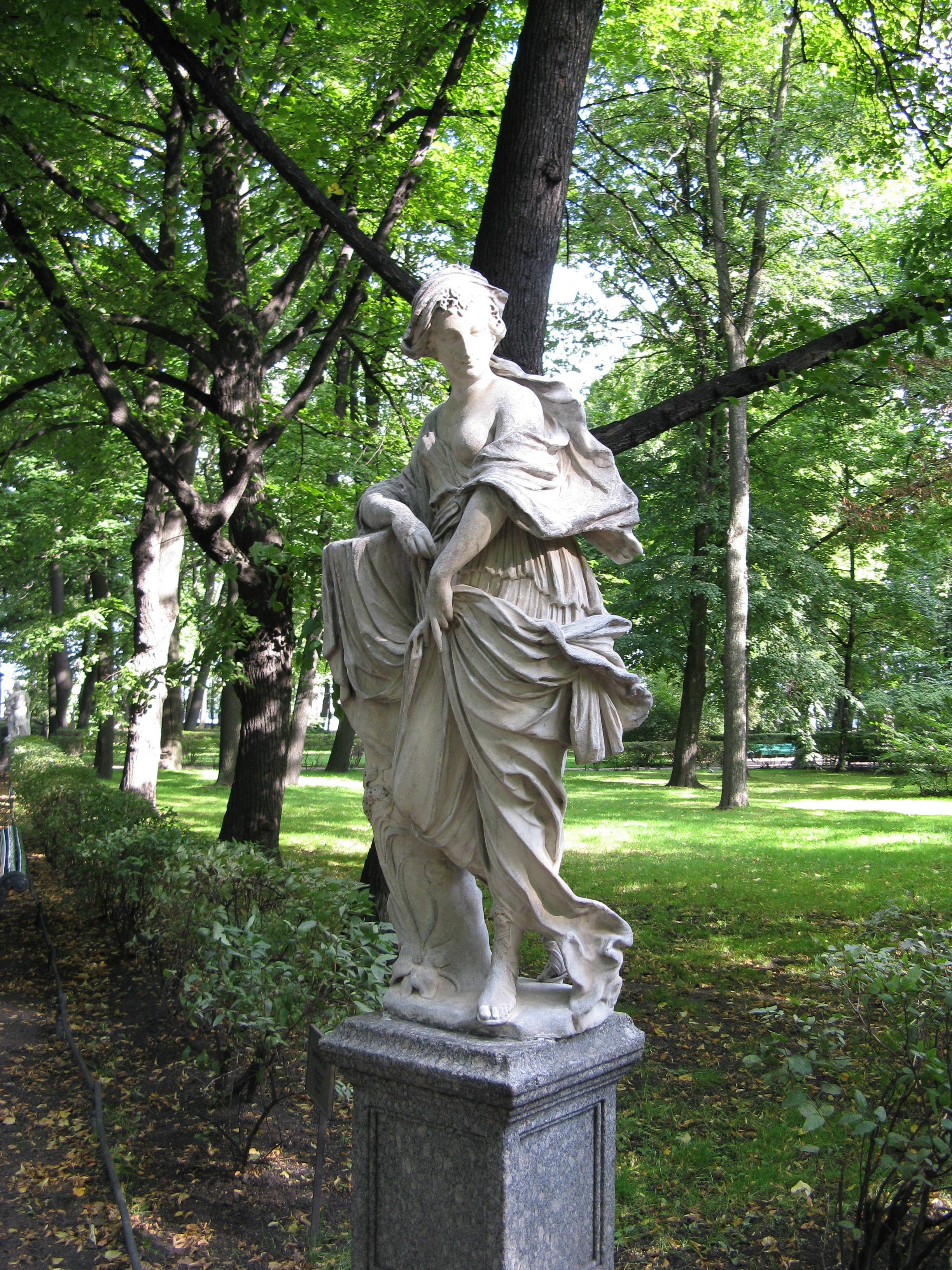
Нимфа Летнего сада. Томас Квеллинус. 1690-е годы. Фото 2008 года.

С самого начала царь Пётр намеревался сделать не просто «огород» (так в XVIII веке называли сады), а нечто большее. По свидетельству Я. Штелина Пётр, однажды, призвав садовника, сказал ему: «Я желал бы, чтоб люди, которые будут гулять здесь по саду, находили бы в нём что-нибудь поучительное». Садовник ответил шуткой: «Прикажите разложить по местам книги, прикрывши их от дождя, чтобы гуляющие, садясь, могли их читать». Но царь приказал сделать в саду «Эзопов лабиринт»: расставить статуи, изображающие персонажи басен Эзопа с поучительными надписями. Фигуры сделали из позолоченного свинца в Голландии по заказу Б. И. Куракина. Образцы для свинцовой скульптуры брались из гравированного издания 1695 года, представлявшего скульптуру Версаля. Некоторая часть была выполнена скульптором Б. К. Растрелли Старшим. Так в Санкт-Петербурге, в Летнем саду возник первый музей под открытым небом (скульптуры не сохранились).
В 1707—1716 годах в качестве военных трофеев Северной войны из окрестностей Львова и Варшавы, а затем из Италии, по распоряжению царя Петра I «со смыслом, по списку» привозили мраморные скульптуры: бюсты («грудные штуки») и статуи, изображающие античных богов и богинь, героев древности, а также аллегорические фигуры, служившие «просвещению». С 1716 года приобретением скульптур в Италии для Санкт-Петербурга занимались С. Л. Рагузинский и Ю. И. Кологривов. Помимо знаменитой «Венеры Таврической» С. Л. Рагузинский вывез из Италии более двадцати скульптур, некоторые (девять статуй и два бюста) он заказал П. Баратта и его помощникам. Баратта получил прозвание «скульптора Московии». Скульптуры были также заказаны Джованни Бонацца, Антонио Тарсиа, Альвизе Тальяпьетра, Антонио Коррадини и другим. Безусловным шедевром Летнего сада является знаменитая «Нимфа Летнего сада» работы фламандского скульптора Томаса Квеллинуса.
Последним заказом Рагузинского для Летнего сада (1723) стала серия скульптур во славу победы России в Северной войне, скульптуры были доставлены в Петербург в 1726 году. Впоследствии две скульптуры из этой серии — «Воинская доблесть» и «Слава» по приказу Елизаветы Петровны были отправлены в Царское Село.

### Рельефы Летнего дворца
Самыми ранними по времени создания являются рельефные украшения Летнего дворца — терракотовые панели, покрытые охрой с мифологическими сюжетами морской тематики. Двадцать девять рельефов выполнены по распоряжению Петра, эскизы для них, вероятно, выполнил Андреас Шлютер. Историк искусства Ж. А. Мацулевич подразделяла рельефы Летнего дворца, отличающиеся по степени мастерства исполнителей, на три группы. В первую включаются пять наиболее монументальных панелей (шестая находится внутри дворца) с амурами на морских животных. Вторая группа — изображения Минервы с военными трофеями «мастерского, но малохудожественного» исполнения. Из-за мелкого рисунка эти панели, расположенные достаточно высоко, плохо читаются. По предположению Мацулевич, рельефы второй группы могли выполнить либо берлинский формовщик Люрберг, либо автор статуй для Грота Конрад Осснер. К третьей группе Мацулевич отнесла «ремесленные доделки», выполненные, вероятно, по эскизам Шлютера очень невысокого качества. Согласно относительно недавним данным рельефы выполнены по гравюрам немецкого художника А. Фукса, повторяющим в зеркальном изображении итальянские оригиналы А. Майоли XVI века. Рельеф над входом выполнен из кирпичной крошки на цементе скульптором Морбергом по рисунку Г. И. Маттарнови.

### Венера Таврическая
В 1720 году в галерее (самой большой из трёх галерей сада) на берегу Невы была установлена купленная в Риме античная статуя Венеры, найденная при раскопках в Италии в 1719 году. У скульптуры была отбита голова, отсутствовали руки. Кологривов тайно (так как в Риме действовал папский запрет на вывоз древностей из города) отдал её для реставрации в мастерскую Легри. Однако до властей Рима дошёл слух о ценной находке, и Венера была конфискована, её испытали (по обычаю того времени ударами долота в трёх разных местах) и признали древней работой. Последовали сложные дипломатические переговоры, к которым был привлечён известный своей ловкостью Рагузинский. В конце концов Климент XI согласился обменять античную статую на мощи святой Бригитты — военный трофей русских войск при взятии Ревеля. Однако в официальной бумаге причиной передачи скульптуры было названо обещание Петра I содействовать католическим миссионерам, отправлявшимся в восточные страны. Превосходная по качеству выполнения римская копия с греческого оригинала III века до н. э. (существуют иные датировки) привлекала в XVIII веке особое внимание посетителей Летнего сада как одна из главных его достопримечательностей. Теперь эта статуя, которая называется «Венера Таврическая», находится в собрании Государственного Эрмитажа.
Вместе со статуей Венеры Рагузинскому удалось вывезти из Рима ещё десять античных скульптур и портретных бюстов, среди них изображения Луция Вера, Вителлия, Марка Аврелия, Нерона. Возможно они были установлены внутри Грота в нишах.
Большая часть скульптурных произведений Летнего сада подписана исполнителями.

### Коллекция
В коллекции представлены работы:
- итальянских скульпторов:

- Пьетро Баратта (Pietro Baratta) (1668—1729) — скульптурная группа «Мир и Победа. Аллегория Ништадтского мира» (1725), статуи «Аллегория архитектуры» (около 1722), «Аллегория милосердия» (1717), «Аллегория мореплавания» (до 1722), «Аллегория правосудия» (1719), «Слава» (около 1718), бюсты «Александр Македонский» (около 1720), «Аллегория изобилия» (нач. XVIII в.), «Аллегория мира» («Женщина в диадеме») (около 1719), «Аллегория осени (Вакх)» (около 1717), «Аллегория солнца (Аполлон)» (около 1717), «Камилла» (нач. XVIII в.), «Молодая женщина (римлянка)» (нач. XVIII в.), «Флора»? (нач. XVIII в.), «Юноша» (нач. XVIII в.);
- Школа Джованни Лоренцо Бернини (Giovanni Lorenzo Bernini) (1598—1680) — скульптурная группа «Амур и Психея» (конец XVII в.);
- Джованни Бонацца (Giovanni Banazza) (1654—1736) — статуи «Аврора» (1717), «Закат» (1717), «Ночь» (1717), «Полдень» (1717), «Сивилла Дельфийская» (1719);
- Джузеппе Гроппелли/Гропелли (Giuseppe Groppelli) (1675—1735) и Паоло Гроппелли/Гропелли (Paolo Groppelli) (1677—1751) — статуи «Нимфа воздуха» (около 1717), «Талия» (около 1719), «Терпсихора» (около 1722), «Эвтерпа» (около 1722);
- Марино Гроппелли/Гропелли (Marino Groppelli) (1662—1728) — статуи «Аллегория искренности» (1717), «Аллегория истины» (1717);
- Джованни Дзордзони/Зорзони (Giovanni Zorzoni) (1663—1741) — статуи «Аллегория красоты» (около 1719), «Сивилла Европейская» (1717), «Сивилла Ливийская» (1717);
- Антонио Коррадини (Antonio Corradini) (1668—1752) — статуя «Нереида» (около 1717), бюсты «Петрония Прима» (1717), «Скрибония» (нач. XVIII в.);
- Орацио Маринали (Orazio Marinali) (1643—1720) — бюсты «Аполлон» (около 1717), «Аристотель» (нач. XVIII в.), «Гераклит» (нач. XVIII в.), «Демокрит» (нач. XVIII в.), «Диоген» (нач. XVIII в.), «Марс» (около 1717), «Сенека» (нач. XVIII в.), «Царь Мидас» (1717), «Эскулап» (нач. XVIII в.);
- Бортоло Модоло (Bortolo Modolo) (около 1681—?) — бюсты «Сивилла Самосская» (нач. XVIII в.), «Сивилла Эритрейская» (около 1717);
- Франческо Пенсо (Кабьянка/Кабианка) (Francesco Penso, Cabianca) (1665—1737) — статуи «Антиной» (1722), «Вертумн» (1717), «Помона» (1717), «Сатурн» (1716), бюсты «Веспасиан» (около 1717), «Марция Фурнилла» (около 1716), «Нерон» (нач. XVIII в.), «Тиберий» (около 1717), «Тит» (около 1717), «Траян» (нач. XVIII в.);
- Альвизе Тальяпьетра (Alvise Tagliapietra) (1670—1747) — статуя «Беллона» (около 1718);
- Антонио Тарсиа (1662—1739) — статуи «Немезида» (1716), «Рок» (около 1716), «Юность» (около 1722), бюст «Аллегория дня» (нач. XVIII в.);
- Паоло Трискорни (Paolo Triscornia) (1757—1833) — статуи «Аполлон» (около 1800), «Диана» (XVIII в.);

- фламандского скульптора Томаса Квеллинуса (T. Quellinus) (1661—1709) — статуи «Минерва» (1690-е), «Нимфа Летнего сада» (1690-е), «Церера» (1690-е);
- немецкого скульптора Генриха Мейринга (Heinrich Meyring) (1628—1723) — статуя «Флора» (1717);

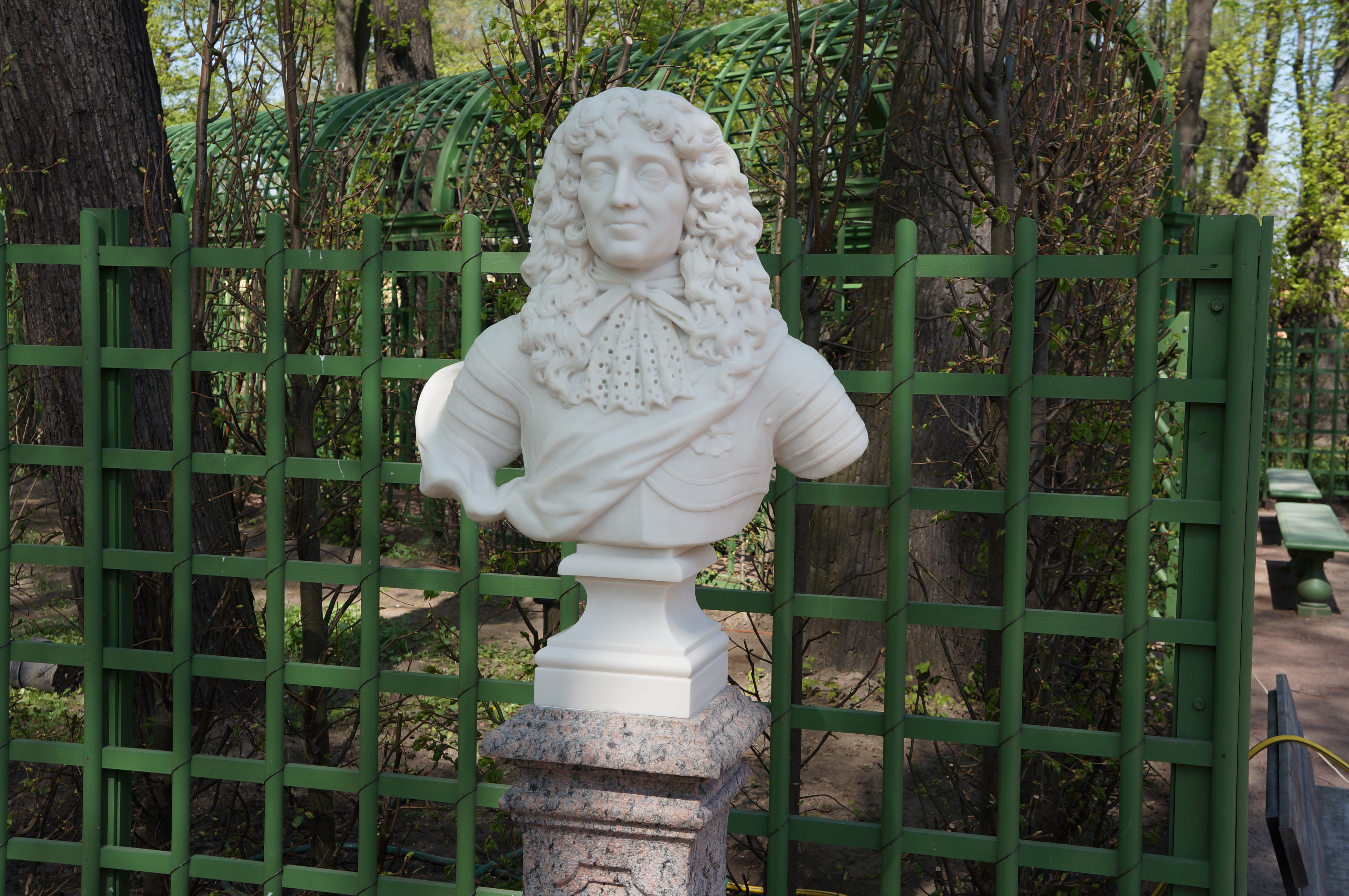
Фридрих I, курфюрст Бранденбургский, король Пруссии. Неизвестный скульптор. Германия. Начало XVIII в. Фото 2012 года.

- неизвестных скульпторов из Италии, Германии и Польши — скульптурные группы «Похищение сабинянки» 1 (XVIII в.), «Похищение сабинянки» 2 (XVIII в.), «Сатир и Вакханка» (нач. XVIII в.), статуи «Аллегория сладострастия» (около 1717), «Вакх» (нач. XVIII в.), «Женщина с гирляндой роз» (нач. XVIII в.), «Юноша» (нач. XVIII в.), бюсты «Аллегория весны» (около 1717), «Аллегория скоротечности жизни» (нач. XVIII в.), «Аллегория чистоты» (1700-е годы), «Амазонка» (нач. XVIII в.), «Вельможа»? (нач. XVIII в.), «Двуликий Янус» (XVIII в.), «Женщина в серой драпировке» (нач. XVIII в.), «Коринна»? (нач. XVIII в.), «Курфюрстина Бранденбургская» (нач. XVIII в.), «Марцелл Марк Клавдий»? (нач. XVIII в.), «Мария-Казимира» (конец XVII в.), «Молодая женщина в розовой драпировке» (нач. XVIII в.), «Молодая женщина (римлянка)» (нач. XVIII в.), «Римлянка в чалме» (нач. XVIII в.), «Римский император» (нач. XVIII в.), «Фридрих I» (нач. XVIII в.), «Юлий Цезарь» (нач. XVIII в.), «Юноша» (нач. XVIII в.), «Ян Собеский» (конец XVII в.)[17].

Скульптурное убранство Летнего сада в XVIII веке дополняли многочисленные, главным образом свинцовые, позолоченные изваяния, украшавшие его фонтаны, впоследствии утраченные.
По тематике скульптуру Летнего сада можно разделить на три большие группы: исторического, аллегорического и мифологического содержания. Среди них имеются отдельные небольшие серии, связанные единством содержания: такова серия, изображающая различное время суток, аллегорические статуи, олицетворяющие науки и искусства, и т. п.
Интересны скульптурные портреты исторических деятелей — Александра Македонского, Марка Аврелия, польского короля Яна Собесского, а также статуи, аллегорически изображающие Архитектуру, Славу, Мореплавание, Правосудие и персонажей античной мифологии — Минерву, Беллону, Немезиду, Евтерпу, Терпсихору, Флору, Меркурия, Вакха и др. Некоторые являются подражанием античным оригиналам. Большая часть скульптур неоднократно подвергалась реставрации.
В 1974 году во время археологических раскопок в районе хозяйственного двора в земле была найдена скульптурная герма «Вакх» (неизвестный скульптор, Италия, XVIII в., мрамор). Находится в павильон «Голубятня» (боскет «Птичий двор»), является экспонатом Археологической экспозиции.

## Проблемы сохранности садовой скульптуры

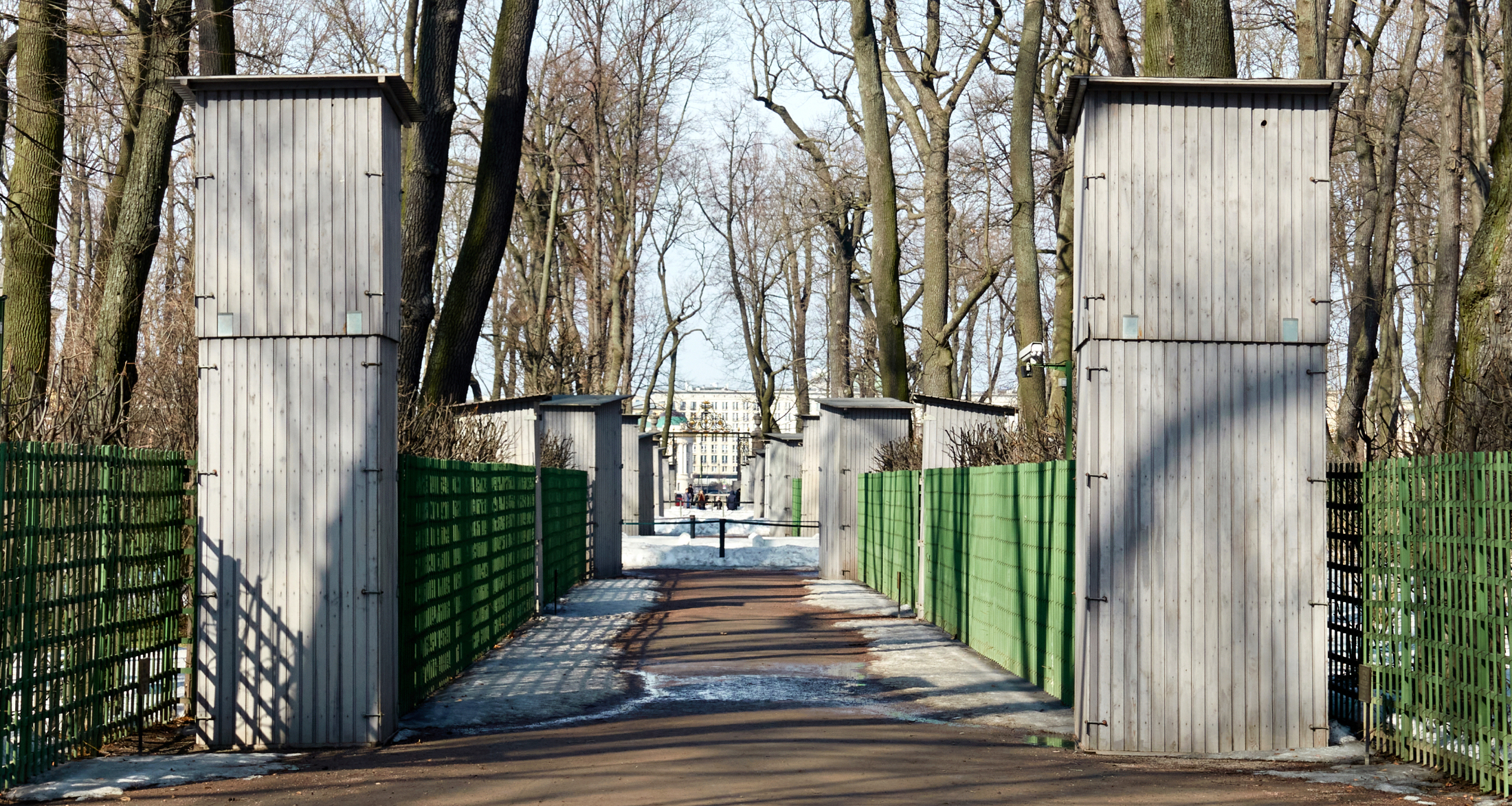
Главная аллея. Скульптуры в деревянных футлярах. Фото 2022 года.

За годы своего существования в столице России мрамор под воздействием сырого климата стал разрушаться. Неоднократные попытки закрывать статуи вначале деревянными «шкафами» на зимнее время, а затем и другие способы защиты и консервации не давали желаемого результата. В процессе первого этапа комплексной реставрации и реконструкции Летнего сада статуи были отреставрированы и перемещены в помещения Михайловского замка в Санкт-Петербурге на постоянное хранение (в 1991 году Михайловский замок вошёл в состав Государственного Русского музея). Исключение составили герма «Вакх», являющаяся экспонатом постоянной экспозиции, посвящённой истории археологических изысканий в Летнем саду, развёрнутой в Музее археологии Летнего сада, и скульптурная группа «Мир и Победа» («Аллегория Ништадтского мира»). С 2012 года в Летнем саду находятся копии, выполненные из искусственного мрамора. В общей сложности были изготовлены 90 копий скульптур (статуи, бюсты, скульптурные группы) и 152 пьедестала и подставки под бюсты.
Порфировая ваза полностью отреставрирована и установлена в мае 2012 года на своё прежнее историческое место в Летнем саду.

## Список
В списке-галерее представлена информация обо всех находящихся в Летнем саду скульптурах: это два оригинала (группа «Мир и Победа», герма «Вакх») и девяносто копий. Также приведены их изображения по состоянию на осень 2021 года. Названия скульптур, фамилии авторов и даты создания произведений приведены так, как они указаны в информационных табличках Государственного Русского музея, установленных возле скульптур. Список-галерея состоит из четырёх разделов: скульптурные группы, статуи, бюсты и скульптурная герма.
| №                   | Название                                            | Скульптор(ы)             | Страна              | Дата создания       | Месторасположение                                     | Координаты                      | Изображение         | Статус |
| Скульптурные группы | Скульптурные группы                                 | Скульптурные группы      | Скульптурные группы | Скульптурные группы | Скульптурные группы                                   | Скульптурные группы             | Скульптурные группы | Скульптурные группы |
| ------------------- | --------------------------------------------------- | ------------------------ | ------------------- | ------------------- | ----------------------------------------------------- | ------------------------------- | ------------------- | --- |
| 1                   | Амур и Психея                                       | Школа Д. Бернини         | Италия              | Конец XVII в.       | Лебяжья канавка, у каменной террасы                   | 59°56′41″ с. ш. 30°20′03″ в. д. |                     | Объект культурного наследия народов РФ федерального значения. Рег. № 781610417891006 (ЕГРОКН). Объект № 7810549063 (БД Викигида) |
| 2                   | Мир и Победа Аллегория Ништадтского мира            | П. Баратта               | Италия              | 1725 г.             | Партер у северного фасада Летнего дворца              | 59°56′51″ с. ш. 30°20′09″ в. д. |                     | Объект культурного наследия народов РФ федерального значения. Рег. № 781610417891156 (ЕГРОКН). Объект № 7810549064 (БД Викигида) |
| 3                   | Похищение сабинянки 1                               | Неизвестный скульптор    | Италия              | XVIII в.            | Парадный партер, северная часть                       | 59°56′47″ с. ш. 30°20′00″ в. д. |                     | Объект культурного наследия народов РФ федерального значения. Рег. № 781620417891026 (ЕГРОКН). Объект № 7810549065 (БД Викигида) |
| 4                   | Похищение сабинянки 2                               | Неизвестный скульптор    | Италия              | XVIII в.            | Парадный партер, северная часть                       | 59°56′46″ с. ш. 30°20′01″ в. д. |                     | Объект культурного наследия народов РФ федерального значения. Рег. № 781620417891026 (ЕГРОКН). Объект № 7810549065 (БД Викигида) |
| 5                   | Сатир и вакханка                                    | Неизвестный скульптор    | Италия              | Начало XVIII в.     | Парадный партер, южная часть                          | 59°56′44″ с. ш. 30°20′02″ в. д. |                     | Объект культурного наследия народов РФ федерального значения. Рег. № 781610417891016 (ЕГРОКН). Объект № 7810549066 (БД Викигида) |
| Статуи              |                                                     |                          |                     |                     |                                                       |                                 |                     | |
| 1                   | Аврора                                              | Д. Бонацца               | Италия              | 1717 г.             | Главная аллея, четвертая площадка                     | 59°56′44″ с. ш. 30°20′06″ в. д. |                     | Объект культурного наследия народов РФ федерального значения. Рег. № 781610417890116 (ЕГРОКН). Объект № 7810549068 (БД Викигида) |
| 2                   | Аллегория архитектуры                               | П. Баратта, мастерская   | Италия              | Около 1722 г.       | Главная аллея, вторая площадка                        | 59°56′47″ с. ш. 30°20′04″ в. д. |                     | Объект культурного наследия народов РФ федерального значения. Рег. № 781610417890146 (ЕГРОКН). Объект № 7810549071 (БД Викигида) |
| 3                   | Аллегория искренности                               | М. Гропелли              | Италия              | 1717 г.             | Главная аллея, третья площадка                        | 59°56′46″ с. ш. 30°20′05″ в. д. |                     | Объект культурного наследия народов РФ федерального значения. Рег. № 781610417890226 (ЕГРОКН). Объект № 7810549078 (БД Викигида) |
| 4                   | Аллегория истины                                    | М. Гропелли              | Италия              | 1717 г.             | Главная аллея, третья площадка                        | 59°56′46″ с. ш. 30°20′05″ в. д. |                     | Объект культурного наследия народов РФ федерального значения. Рег. № 781610417890266 (ЕГРОКН). Объект № 7810549079 (БД Викигида) |
| 5                   | Аллегория красоты                                   | Д. Зорзони               | Италия              | Около 1719 г.       | Школьная аллея                                        | 59°56′48″ с. ш. 30°20′01″ в. д. |                     | Объект культурного наследия народов РФ федерального значения. Рег. № 781610417890236 (ЕГРОКН). Объект № 7810549080 (БД Викигида) |
| 6                   | Аллегория милосердия                                | П. Баратта               | Италия              | 1717 г.             | Главная аллея, третья площадка                        | 59°56′45″ с. ш. 30°20′05″ в. д. |                     | Объект культурного наследия народов РФ федерального значения. Рег. № 781610417890246 (ЕГРОКН). Объект № 7810549081 (БД Викигида) |
| 7                   | Аллегория мореплавания                              | П. Баратта, мастерская   | Италия              | До 1722 г.          | Главная аллея, вторая площадка                        | 59°56′47″ с. ш. 30°20′04″ в. д. |                     | Объект культурного наследия народов РФ федерального значения. Рег. № 781610417890276 (ЕГРОКН). Объект № 7810549083 (БД Викигида) |
| 8                   | Аллегория правосудия                                | П. Баратта               | Италия              | 1719 г.             | Главная аллея, третья площадка                        | 59°56′45″ с. ш. 30°20′06″ в. д. |                     | Объект культурного наследия народов РФ федерального значения. Рег. № 781610417890356 (ЕГРОКН). Объект № 7810549091 (БД Викигида) |
| 9                   | Аллегория сладострастия                             | Неизвестный скульптор    | Италия              | Около 1722 г.       | Школьная аллея                                        | 59°56′48″ с. ш. 30°20′01″ в. д. |                     | Объект культурного наследия народов РФ федерального значения. Рег. № 781610417890436 (ЕГРОКН). Объект № 7810549098 (БД Викигида) |
| 10                  | Антиной                                             | Ф. Кабианка, мастерская  | Италия              | 1722 г.             | Школьная аллея                                        | 59°56′49″ с. ш. 30°20′00″ в. д. |                     | Объект культурного наследия народов РФ федерального значения. Рег. № 781610417890126 (ЕГРОКН). Объект № 7810549069 (БД Викигида) |
| 11                  | Аполлон (копия с античной статуи)                   | П. Трискорни             | Италия              | Начало XIX в.       | Главная аллея                                         | 59°56′43″ с. ш. 30°20′07″ в. д. |                     | Объект культурного наследия народов РФ федерального значения. Рег. № 781610417890136 (ЕГРОКН). Объект № 7810549070 (БД Викигида) |
| 12                  | Беллона                                             | А. Тальяпьетра           | Италия              | Около 1718 г.       | Главная аллея, первая площадка                        | 59°56′49″ с. ш. 30°20′03″ в. д. |                     | Объект культурного наследия народов РФ федерального значения. Рег. № 781610417890156 (ЕГРОКН). Объект № 7810549072 (БД Викигида) |
| 13                  | Вакх                                                | Неизвестный скульптор    | Италия              | Начало XVIII в.     | Школьная аллея                                        | 59°56′49″ с. ш. 30°20′00″ в. д. |                     | Объект культурного наследия народов РФ федерального значения. Рег. № 781610417890166 (ЕГРОКН). Объект № 7810549073 (БД Викигида) |
| 14                  | Вертумн                                             | Ф. Кабианка              | Италия              | 1717 г.             | Главная аллея, вторая площадка                        | 59°56′47″ с. ш. 30°20′05″ в. д. |                     | Объект культурного наследия народов РФ федерального значения. Рег. № 781610417890176 (ЕГРОКН). Объект № 7810549122 (БД Викигида) |
| 15                  | Диана (копия с античной статуи)                     | П. Трискорни             | Италия              | Конец, XVIII в.     | Главная аллея                                         | 59°56′43″ с. ш. 30°20′07″ в. д. |                     | Объект культурного наследия народов РФ федерального значения. Рег. № 781610417890186 (ЕГРОКН). Объект № 7810549074 (БД Викигида) |
| 16                  | Женщина с гирляндой роз                             | Неизвестный скульптор    | Италия              | Начало XVIII в.     | Школьная аллея                                        | 59°56′46″ с. ш. 30°20′02″ в. д. |                     | Объект культурного наследия народов РФ федерального значения. Рег. № 781610417890206 (ЕГРОКН). Объект № 7810549076 (БД Викигида) |
| 17                  | Закат                                               | Д. Бонацца               | Италия              | 1717 г.             | Главная аллея, четвёртая площадка                     | 59°56′44″ с. ш. 30°20′07″ в. д. |                     | Объект культурного наследия народов РФ федерального значения. Рег. № 781610417890216 (ЕГРОКН). Объект № 7810549077 (БД Викигида) |
| 18                  | Минерва                                             | Т. Квеллинус             | Фландрия            | 1690-е гг.          | Главная аллея                                         | 59°56′49″ с. ш. 30°20′02″ в. д. |                     | Объект культурного наследия народов РФ федерального значения. Рег. № 781610417890256 (ЕГРОКН). Объект № 7810549082 (БД Викигида) |
| 19                  | Немезида                                            | А. Тарсиа                | Италия              | 1716 г.             | Главная аллея, первая площадка                        | 59°56′48″ с. ш. 30°20′04″ в. д. |                     | Объект культурного наследия народов РФ федерального значения. Рег. № 781610417890286 (ЕГРОКН). Объект № 7810549084 (БД Викигида) |
| 20                  | Нереида                                             | А. Коррадини             | Италия              | Около 1717 г.       | Боскет «Крестовое гульбище»                           | 59°56′47″ с. ш. 30°20′02″ в. д. |                     | Объект культурного наследия народов РФ федерального значения. Рег. № 781610417890296 (ЕГРОКН). Объект № 7810549085 (БД Викигида) |
| 21                  | Нимфа воздуха                                       | Дж. и П. Гропелли        | Италия              | Около 1717 г.       | Школьная аллея                                        | 59°56′44″ с. ш. 30°20′03″ в. д. |                     | Объект культурного наследия народов РФ федерального значения. Рег. № 781610417890306 (ЕГРОКН). Объект № 7810549086 (БД Викигида) |
| 22                  | Нимфа Летнего сада                                  | Т. Квеллинус             | Фландрия            | 1690-е гг.          | Школьная аллея                                        | 59°56′45″ с. ш. 30°20′02″ в. д. |                     | Объект культурного наследия народов РФ федерального значения. Рег. № 781610417890316 (ЕГРОКН). Объект № 7810549087 (БД Викигида) |
| 23                  | Ночь                                                | Д. Бонацца               | Италия              | 1717 г.             | Главная аллея, четвёртая площадка                     | 59°56′44″ с. ш. 30°20′06″ в. д. |                     | Объект культурного наследия народов РФ федерального значения. Рег. № 781610417890326 (ЕГРОКН). Объект № 7810549088 (БД Викигида) |
| 24                  | Полдень                                             | Д. Бонацца               | Италия              | 1717 г.             | Главная аллея, четвёртая площадка                     | 59°56′45″ с. ш. 30°20′06″ в. д. |                     | Объект культурного наследия народов РФ федерального значения. Рег. № 781610417890336 (ЕГРОКН). Объект № 7810549089 (БД Викигида) |
| 25                  | Помона                                              | Ф. Кабианка              | Италия              | 1717 г.             | Главная аллея, вторая площадка                        | 59°56′47″ с. ш. 30°20′04″ в. д. |                     | Объект культурного наследия народов РФ федерального значения. Рег. № 781610417890346 (ЕГРОКН). Объект № 7810549090 (БД Викигида) |
| 26                  | Рок                                                 | А. Тарсиа                | Италия              | Около 1716 г.       | Главная аллея, первая площадка                        | 59°56′48″ с. ш. 30°20′03″ в. д. |                     | Объект культурного наследия народов РФ федерального значения. Рег. № 781610417890366 (ЕГРОКН). Объект № 7810549092 (БД Викигида) |
| 27                  | Сатурн                                              | Ф. Кабианка              | Италия              | 1716 г.             | Главная аллея, первая площадка                        | 59°56′49″ с. ш. 30°20′03″ в. д. |                     | Объект культурного наследия народов РФ федерального значения. Рег. № 781610417890376 (ЕГРОКН). Объект № 7810549093 (БД Викигида) |
| 28                  | Сивилла Дельфийская                                 | Д. Бонацца               | Италия              | 1719 г.             | Невская аллея                                         | 59°56′51″ с. ш. 30°20′08″ в. д. |                     | Объект культурного наследия народов РФ федерального значения. Рег. № 781710417891346 (ЕГРОКН). Объект № 7810549094 (БД Викигида) |
| 29                  | Сивилла Европейская                                 | Дж. Зорзони              | Италия              | 1717 г.             | Невская аллея                                         | 59°56′50″ с. ш. 30°20′05″ в. д. |                     | Объект культурного наследия народов РФ федерального значения. Рег. № 781610417890386 (ЕГРОКН). Объект № 7810549095 (БД Викигида) |
| 30                  | Сивилла Ливийская                                   | Дж. Зорзони              | Италия              | 1717 г.             | Невская аллея                                         | 59°56′50″ с. ш. 30°20′05″ в. д. |                     | Объект культурного наследия народов РФ федерального значения. Рег. № 781610417890396 (ЕГРОКН). Объект № 7810549096 (БД Викигида) |
| 31                  | Слава                                               | П. Баратта               | Италия              | Около 1718 г.       | Главная аллея                                         | 59°56′49″ с. ш. 30°20′03″ в. д. |                     | Объект культурного наследия народов РФ федерального значения. Рег. № 781610417890426 (ЕГРОКН). Объект № 7810549097 (БД Викигида) |
| 32                  | Талия, Муза комедии                                 | Дж. и П. Гропелли        | Италия              | Около 1719 г.       | Школьная аллея                                        | 59°56′44″ с. ш. 30°20′04″ в. д. |                     | Объект культурного наследия народов РФ федерального значения. Рег. № 781610417890406 (ЕГРОКН). Объект № 7810549099 (БД Викигида) |
| 33                  | Терпсихора, Муза танца                              | Дж. и П. Гропелли        | Италия              | Около 1722 г.       | Школьная аллея                                        | 59°56′44″ с. ш. 30°20′03″ в. д. |                     | Объект культурного наследия народов РФ федерального значения. Рег. № 781610417890106 (ЕГРОКН). Объект № 7810549100 (БД Викигида) |
| 34                  | Флора                                               | Генрих Мейринг           | Италия              | 1717 г.             | Главная аллея, вторая площадка                        | 59°56′47″ с. ш. 30°20′05″ в. д. |                     | Объект культурного наследия народов РФ федерального значения. Рег. № 781610417890416 (ЕГРОКН). Объект № 7810549101 (БД Викигида) |
| 35                  | Церера                                              | Т. Квеллинус             | Фландрия            | 1690-е гг.          | Главная аллея, вторая площадка                        | 59°56′47″ с. ш. 30°20′05″ в. д. |                     | Объект культурного наследия народов РФ федерального значения. Рег. № 781610417890446 (ЕГРОКН). Объект № 7810549102 (БД Викигида) |
| 36                  | Эвтерпа, Муза лирической поэзии                     | Дж. и П. Гропелли        | Италия              | Около 1722 г.       | Школьная аллея                                        | 59°56′44″ с. ш. 30°20′03″ в. д. |                     | Объект культурного наследия народов РФ федерального значения. Рег. № 781610417890196 (ЕГРОКН). Объект № 7810549075 (БД Викигида) |
| 37                  | Юность                                              | А. Тарсиа (?)            | Италия              | Около 1722 г.       | Школьная аллея                                        | 59°56′45″ с. ш. 30°20′02″ в. д. |                     | Объект культурного наследия народов РФ федерального значения. Рег. № 781610417890456 (ЕГРОКН). Объект № 7810549103 (БД Викигида) |
| 38                  | Юноша                                               | Неизвестный скульптор    | Италия              | Начало XVIII в.     | Школьная аллея                                        | 59°56′47″ с. ш. 30°20′01″ в. д. |                     | Объект культурного наследия народов РФ федерального значения. Рег. № 781610417890466 (ЕГРОКН). Объект № 7810549104 (БД Викигида) |
| Бюсты               |                                                     |                          |                     |                     |                                                       |                                 |                     | |
| 1                   | Александр Македонский                               | П. Баратта               | Италия              | Около 1720 г.       | Главная аллея, первая площадка                        | 59°56′48″ с. ш. 30°20′03″ в. д. |                     | Объект культурного наследия народов РФ федерального значения. Рег. № 781610417890556 (ЕГРОКН). Объект № 7810549120 (БД Викигида) |
| 2                   | Аллегория весны                                     | Неизвестный скульптор    | Италия              | Около 1717 г.       | Школьная аллея                                        | 59°56′46″ с. ш. 30°20′02″ в. д. |                     | Объект культурного наследия народов РФ федерального значения. Рег. № 782510388741706 (ЕГРОКН). Объект № 7810447121 (БД Викигида) |
| 3                   | Аллегория дня (?)                                   | А. Тарсиа (?)            | Италия              | Начало XVIII в.     | Дворцовая аллея                                       | 59°56′49″ с. ш. 30°20′06″ в. д. |                     | Объект культурного наследия народов РФ федерального значения. Рег. № 781610417890536 (ЕГРОКН). Объект № 7810549009 (БД Викигида) |
| 4                   | Аллегория изобилия                                  | П. Баратта               | Италия              | Начало XVIII в.     | Главная аллея, вторая площадка                        | 59°56′47″ с. ш. 30°20′04″ в. д. |                     | Объект культурного наследия народов РФ федерального значения. Рег. № 781610417890636 (ЕГРОКН). Объект № 7810549015 (БД Викигида) |
| 5                   | Аллегория мира                                      | П. Баратта               | Италия              | Около 1719 г.       | Главная аллея, первая площадка                        | 59°56′49″ с. ш. 30°20′04″ в. д. |                     | Объект культурного наследия народов РФ федерального значения. Рег. № 781610417890526 (ЕГРОКН). Объект № 7810549023 (БД Викигида) |
| 6                   | Аллегория осени (Вакх)                              | П. Баратта               | Италия              | Около 1717 г.       | Партер, южная часть                                   | 59°56′44″ с. ш. 30°20′09″ в. д. |                     | Объект культурного наследия народов РФ федерального значения. Рег. № 781610417890726 (ЕГРОКН). Объект № 7810549027 (БД Викигида) |
| 7                   | Аллегория скоротечности жизни                       | Неизвестный скульптор    | Италия              | Начало XVIII в.     | Главная аллея                                         | 59°56′45″ с. ш. 30°20′05″ в. д. |                     | Объект культурного наследия народов РФ федерального значения. Рег. № 781610417890806 (ЕГРОКН). Объект № 7810549034 (БД Викигида) |
| 8                   | Аллегория солнца (Аполлон)                          | П. Баратта               | Италия              | Около 1717 г.       | Главная аллея, четвёртая площадка                     | 59°56′44″ с. ш. 30°20′06″ в. д. |                     | Объект культурного наследия народов РФ федерального значения. Рег. № 781610417890826 (ЕГРОКН). Объект № 7810549036 (БД Викигида) |
| 9                   | Аллегория чистоты                                   | Неизвестный скульптор    | Италия              | 1700-е гг.          | Главная аллея                                         | 59°56′46″ с. ш. 30°20′05″ в. д. |                     | Объект культурного наследия народов РФ федерального значения. Рег. № 781610417890876 (ЕГРОКН). Объект № 7810549042 (БД Викигида) |
| 10                  | Амазонка                                            | Неизвестный скульптор    | Италия              | Начало XVIII в.     | Дворцовая аллея                                       | 59°56′49″ с. ш. 30°20′06″ в. д. |                     | Объект культурного наследия народов РФ федерального значения. Рег. № 781610417890486 (ЕГРОКН). Объект № 7810549002 (БД Викигида) |
| 11                  | Аполлон                                             | О. Маринали              | Италия              | Около 1717 г.       | Партер, южная часть                                   | 59°56′45″ с. ш. 30°20′10″ в. д. |                     | Объект культурного наследия народов РФ федерального значения. Рег. № 781610417890496 (ЕГРОКН). Объект № 7810549003 (БД Викигида) |
| 12                  | Аристотель, древнегреческий философ                 | Орацио Маринали          | Италия              | Начало XVIII в.     | Партер, северная часть                                | 59°56′46″ с. ш. 30°20′01″ в. д. |                     | Объект культурного наследия народов РФ федерального значения. Рег. № 781610417890506 (ЕГРОКН). Объект № 7810549004 (БД Викигида) |
| 13                  | Вельможа (?)                                        | Неизвестный скульптор    | Италия              | Начало XVIII в.     | Партер, южная часть                                   | 59°56′48″ с. ш. 30°20′04″ в. д. |                     | Объект культурного наследия народов РФ федерального значения. Рег. № 781610417890566 (ЕГРОКН). Объект № 7810549005 (БД Викигида) |
| 14                  | Веспасиан, римский император                        | Ф. Кабианка              | Италия              | Около 1717 г.       | Дворцовая аллея                                       | 59°56′49″ с. ш. 30°20′06″ в. д. |                     | Объект культурного наследия народов РФ федерального значения. Рег. № 781610417890576 (ЕГРОКН). Объект № 7810549006 (БД Викигида) |
| 15                  | Гераклит, древнегреческий философ                   | Орацио Маринали          | Италия              | Начало XVIII в.     | Парадный партер, северная часть                       | 59°56′47″ с. ш. 30°20′00″ в. д. |                     | Объект культурного наследия народов РФ федерального значения. Рег. № 781610417890586 (ЕГРОКН). Объект № 7810549007 (БД Викигида) |
| 16                  | Двуликий Янус                                       | Неизвестный скульптор    | Италия              | XVIII в.            | Парадный партер, северная часть                       | 59°56′48″ с. ш. 30°19′59″ в. д. |                     | Объект культурного наследия народов РФ федерального значения. Рег. № 781610417890596 (ЕГРОКН). Объект № 7810549011 (БД Викигида) |
| 17                  | Демокрит, древнегреческий философ                   | Орацио Маринали          | Италия              | Начало XVIII в.     | Парадный партер, северная часть                       | 59°56′47″ с. ш. 30°20′00″ в. д. |                     | Объект культурного наследия народов РФ федерального значения. Рег. № 781610417890606 (ЕГРОКН). Объект № 7810549008 (БД Викигида) |
| 18                  | Диоген, древнегреческий философ                     | Орацио Маринали          | Италия              | Начало XVIII в.     | Парадный партер, северная часть                       | 59°56′46″ с. ш. 30°20′00″ в. д. |                     | Объект культурного наследия народов РФ федерального значения. Рег. № 781610417890546 (ЕГРОКН). Объект № 7810549010 (БД Викигида) |
| 19                  | Женщина в серой драпировке                          | Неизвестный скульптор    | Италия              | Начало XVIII в.     | Школьная аллея                                        | 59°56′44″ с. ш. 30°20′03″ в. д. |                     | Объект культурного наследия народов РФ федерального значения. Рег. № 781610417890626 (ЕГРОКН). Объект № 7810549013 (БД Викигида) |
| 20                  | Камилла                                             | П. Баратта               | Италия              | Начало XVIII в.     | Главная аллея                                         | 59°56′46″ с. ш. 30°20′05″ в. д. |                     | Объект культурного наследия народов РФ федерального значения. Рег. № 781610417890646 (ЕГРОКН). Объект № 7810549014 (БД Викигида) |
| 21                  | Коринна                                             | Неизвестный скульптор    | Италия              | Начало XVIII в.     | Главная аллея, четвертая площадка                     | 59°56′44″ с. ш. 30°20′07″ в. д. |                     | Объект культурного наследия народов РФ федерального значения. Рег. № 781610417890656 (ЕГРОКН). Объект № 7810549016 (БД Викигида) |
| 22                  | Курфюрстина Бранденбургская, жена Фридриха I        | Неизвестный скульптор    | Германия            | Начало XVIII в.     | Партер, южная часть                                   | 59°56′45″ с. ш. 30°20′12″ в. д. |                     | Объект культурного наследия народов РФ федерального значения. Рег. № 781610417890676 (ЕГРОКН). Объект № 7810549018 (БД Викигида) |
| 23                  | Мария-Казимира, жена Яна Собеского                  | Неизвестный скульптор    | Польша              | Конец XVII в.       | Дворцовая аллея                                       | 59°56′50″ с. ш. 30°20′09″ в. д. |                     | Объект культурного наследия народов РФ федерального значения. Рег. № 781710417891326 (ЕГРОКН). Объект № 7810549019 (БД Викигида) |
| 24                  | Марс, бог войны                                     | Орацио Маринали          | Италия              | Около 1717 г.       | Главная аллея                                         | 59°56′43″ с. ш. 30°20′07″ в. д. |                     | Объект культурного наследия народов РФ федерального значения. Рег. № 781610417890686 (ЕГРОКН). Объект № 7810549020 (БД Викигида) |
| 25                  | Марцелл Марк Клавдий" (?)                           | Неизвестный скульптор    | Италия              | Начало XVIII в.     | Главная аллея                                         | 59°56′48″ с. ш. 30°20′04″ в. д. |                     | Объект культурного наследия народов РФ федерального значения. Рег. № 781610417890696 (ЕГРОКН). Объект № 7810549021 (БД Викигида) |
| 26                  | Марция Фурнилла, жена императора Тита Веспасиана    | Ф. Кабианка              | Италия              | Около 1716 г.       | Главная аллея, первая площадка                        | 59°56′48″ с. ш. 30°20′03″ в. д. |                     | Объект культурного наследия народов РФ федерального значения. Рег. № 781610417890476 (ЕГРОКН). Объект № 7810549021 (БД Викигида) |
| 27                  | Молодая женщина (римлянка) 1                        | Пьетро Баратта           | Италия              | Начало XVIII в.     | Партер, южная часть                                   | 59°56′45″ с. ш. 30°20′09″ в. д. |                     | Объект культурного наследия народов РФ федерального значения. Рег. № 781610417890706 (ЕГРОКН). Объект № 7810549025 (БД Викигида) |
| 28                  | Молодая женщина (римлянка) 2                        | Неизвестный скульптор    | Италия              | Начало XVIII в.     | Школьная аллея                                        | 59°56′47″ с. ш. 30°20′01″ в. д. |                     | Объект культурного наследия народов РФ федерального значения. Рег. № 781610417890746 (ЕГРОКН). Объект № 7810549024 (БД Викигида) |
| 29                  | Молодая женщина в розовой драпировке                | Неизвестный скульптор    | Италия              | Начало XVIII в.     | Партер, южная часть                                   | 59°56′45″ с. ш. 30°20′10″ в. д. |                     | Объект культурного наследия народов РФ федерального значения. Рег. № 781610417890616 (ЕГРОКН). Объект № 7810549012 (БД Викигида) |
| 30                  | Нерон, римский император                            | Ф. Кабианка, мастерская  | Италия              | Начало XVIII в.     | Главная аллея                                         | 59°56′45″ с. ш. 30°20′06″ в. д. |                     | Объект культурного наследия народов РФ федерального значения. Рег. № 781610417890716 (ЕГРОКН). Объект № 7810549026 (БД Викигида) |
| 31                  | Петрония Прима                                      | А. Коррадини, мастерская | Италия              | 1717 г.             | Аллея России                                          | 59°56′44″ с. ш. 30°20′05″ в. д. |                     | Объект культурного наследия народов РФ федерального значения. Рег. № 781610417890736 (ЕГРОКН). Объект № 7810549028 (БД Викигида) |
| 32                  | Римлянка в чалме                                    | Неизвестный скульптор    | Италия              | Начало XVIII в.     | Школьная аллея                                        | 59°56′44″ с. ш. 30°20′03″ в. д. |                     | Объект культурного наследия народов РФ федерального значения. Рег. № 781610417890756 (ЕГРОКН). Объект № 7810549029 (БД Викигида) |
| 33                  | Римский император                                   | Неизвестный скульптор    | Италия              | Начало XVIII в.     | Дворцовая аллея                                       | 59°56′49″ с. ш. 30°20′06″ в. д. |                     | Объект культурного наследия народов РФ федерального значения. Рег. № 781610417890766 (ЕГРОКН). Объект № 7810549030 (БД Викигида) |
| 34                  | Сенека, древнеримский философ                       | Орацио Маринали          | Италия              | Начало XVIII в.     | Парадный партер, северная часть                       | 59°56′46″ с. ш. 30°20′00″ в. д. |                     | Объект культурного наследия народов РФ федерального значения. Рег. № 781610417890776 (ЕГРОКН). Объект № 7810549031 (БД Викигида) |
| 35                  | Сивилла Самосская                                   | Б. Модоло                | Италия              | Начало XVIII в.     | Невская аллея                                         | 59°56′50″ с. ш. 30°20′07″ в. д. |                     | Объект культурного наследия народов РФ федерального значения. Рег. № 781610417890786 (ЕГРОКН). Объект № 7810549032 (БД Викигида) |
| 36                  | Сивилла Эритрейская                                 | Б. Модоло                | Италия              | Около 1717 г.       | Главная аллея                                         | 59°56′43″ с. ш. 30°20′07″ в. д. |                     | Объект культурного наследия народов РФ федерального значения. Рег. № 781610417890796 (ЕГРОКН). Объект № 7810549033 (БД Викигида) |
| 37                  | Скрибония, жена императора Августа                  | А. Коррадини, мастерская | Италия              | Начало XVIII в.     | Аллея России                                          | 59°56′44″ с. ш. 30°20′05″ в. д. |                     | Объект культурного наследия народов РФ федерального значения. Рег. № 781610417890816 (ЕГРОКН). Объект № 7810549035 (БД Викигида) |
| 38                  | Тиберий, римский император                          | Ф. Кабианка              | Италия              | Около 1717 г.       | Невская аллея                                         | 59°56′49″ с. ш. 30°20′01″ в. д. |                     | Объект культурного наследия народов РФ федерального значения. Рег. № 781610417890836 (ЕГРОКН). Объект № 7810549037 (БД Викигида) |
| 39                  | Тит, римский император                              | Ф. Кабианка              | Италия              | Около 1717 г.       | Дворцовая аллея                                       | 59°56′49″ с. ш. 30°20′07″ в. д. |                     | Объект культурного наследия народов РФ федерального значения. Рег. № 781610417890846 (ЕГРОКН). Объект № 7810549038 (БД Викигида) |
| 40                  | Траян, римский император                            | Ф. Кабианка, мастерская  | Италия              | Начало XVIII в.     | Невская аллея                                         | 59°56′50″ с. ш. 30°20′04″ в. д. |                     | Объект культурного наследия народов РФ федерального значения. Рег. № 781610417890856 (ЕГРОКН). Объект № 7810549039 (БД Викигида) |
| 41                  | Флора (?)                                           | П. Баратта (?)           | Италия              | Начало XVIII в.     | Главная аллея, вторая площадка                        | 59°56′47″ с. ш. 30°20′04″ в. д. |                     | Объект культурного наследия народов РФ федерального значения. Рег. № 781610417890866 (ЕГРОКН). Объект № 7810549040 (БД Викигида) |
| 42                  | Фридрих I, курфюрст Бранденбургский, король Пруссии | Неизвестный скульптор    | Германия            | Начало XVIII в.     | Партер, южная часть                                   | 59°56′45″ с. ш. 30°20′11″ в. д. |                     | Объект культурного наследия народов РФ федерального значения. Рег. № 781610417890666 (ЕГРОКН). Объект № 7810549124 (БД Викигида) |
| 43                  | Царь Мидас                                          | Орацио Маринали          | Италия              | 1717 г.             | Главная аллея, четвёртая площадка                     | 59°56′44″ с. ш. 30°20′07″ в. д. |                     | Объект культурного наследия народов РФ федерального значения. Рег. № 781610417890516 (ЕГРОКН). Объект № 7810549041 (БД Викигида) |
| 44                  | Эскулап, легендарный врачеватель                    | Орацио Маринали          | Италия              | Начало XVIII в.     | Парадный партер, северная часть                       | 59°56′46″ с. ш. 30°20′00″ в. д. |                     | Объект культурного наследия народов РФ федерального значения. Рег. № 781610417890886 (ЕГРОКН). Объект № 7810549043 (БД Викигида) |
| 45                  | Юлий Цезарь                                         | Неизвестный скульптор    | Италия              | Начало XVIII в.     | Главная аллея, первая площадка                        | 59°56′49″ с. ш. 30°20′04″ в. д. |                     | Объект культурного наследия народов РФ федерального значения. Рег. № 781610417890896 (ЕГРОКН). Объект № 7810549044 (БД Викигида) |
| 46                  | Юноша                                               | П. Баратта               | Италия              | Начало XVIII в.     | Главная аллея, четвёртая площадка                     | 59°56′44″ с. ш. 30°20′05″ в. д. |                     | Объект культурного наследия народов РФ федерального значения. Рег. № 781610417890906 (ЕГРОКН). Объект № 7810549045 (БД Викигида) |
| 47                  | Юноша                                               | Неизвестный скульптор    | Италия              | Начало XVIII в.     | Дворцовая аллея                                       | 59°56′49″ с. ш. 30°20′07″ в. д. |                     | Объект культурного наследия народов РФ федерального значения. Рег. № 781610417890916 (ЕГРОКН). Объект № 7810549046 (БД Викигида) |
| 48                  | Ян Собеский, польский король                        | Неизвестный скульптор    | Польша              | Конец XVII в.       | Дворцовая аллея                                       | 59°56′50″ с. ш. 30°20′08″ в. д. |                     | Объект культурного наследия народов РФ федерального значения. Рег. № 781710417891336 (ЕГРОКН). Объект № 7810549047 (БД Викигида) |
| Скульптурная герма  |                                                     |                          |                     |                     |                                                       |                                 |                     | |
| 1                   | Вакх                                                | Неизвестный скульптор    | Италия              | XVIII в.            | Боскет «Птичий (зверовый) двор», павильон «Голубятня» | 59°56′45″ с. ш. 30°20′04″ в. д. |                     | |